# Melocactus harlowii
Melocactus harlowii là một loài thực vật có hoa trong họ Cactaceae. Loài này được (Britton & Rose) Vaupel mô tả khoa học đầu tiên năm 1912.

## Hình ảnh

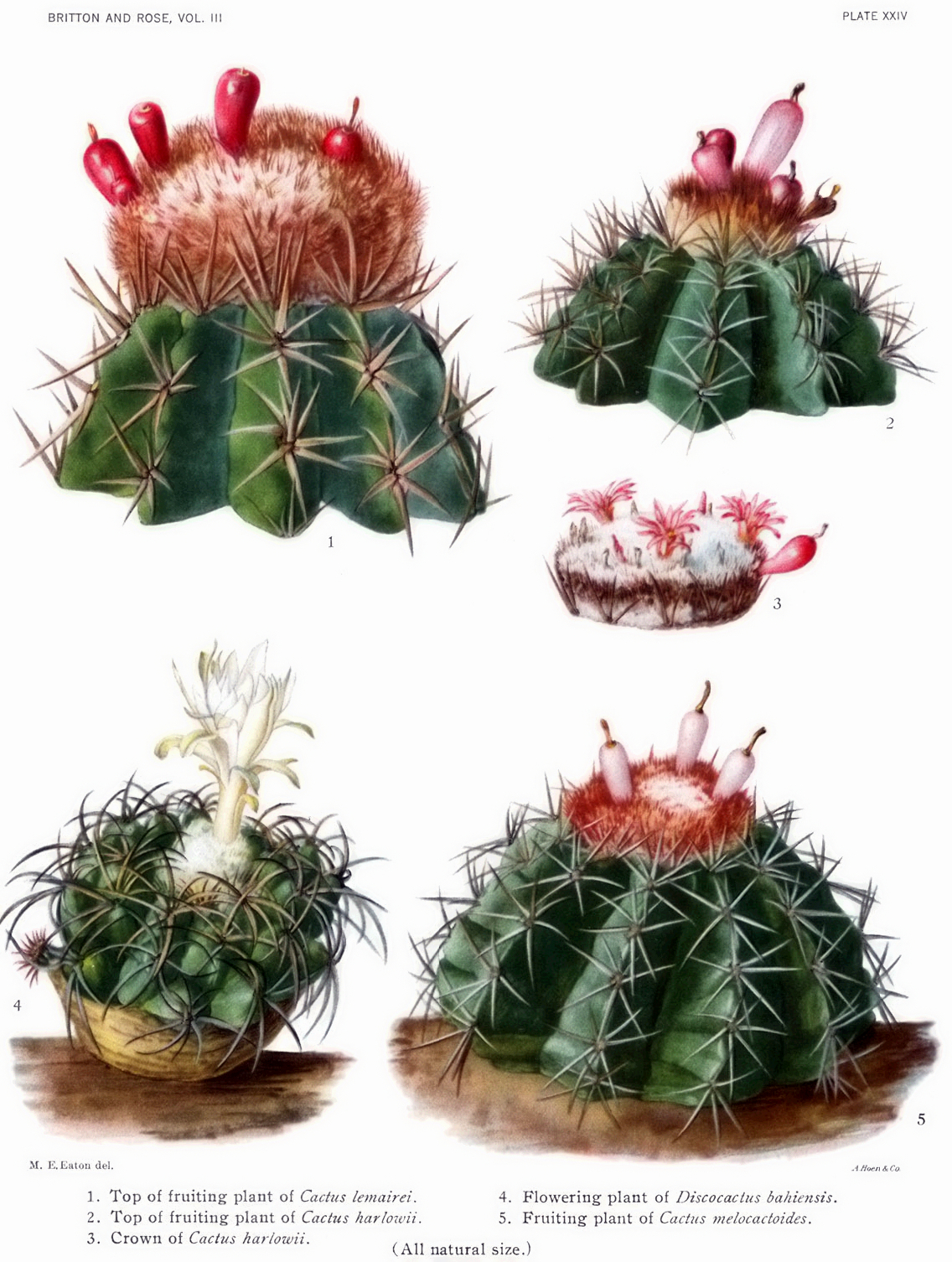